# 津基
50°9′43″N 26°13′42″E / 50.16194°N 26.22833°E
津基（羅馬化：Zinky）是烏克蘭西部的村莊，隸屬赫梅利尼茨基州的舍佩蒂夫卡區。該村面積0.12平方公里，海拔高度239米，2001年人口272，人口密度每平方公里2,266.7人。